# Lily Pons
Lily Pons, nata Alice Joséphine Pons (Draguignan, 12 aprile 1898 – Dallas, 13 febbraio 1976), è stata un soprano francese naturalizzato statunitense.

## Biografia
Studiò pianoforte al Conservatoire national supérieur de musique et de danse de Paris vincendo il primo premio all'età di quindici anni. Durante la prima guerra mondiale cantava e suonava il pianoforte negli ospedali di Parigi ai soldati ivi ricoverati. Nel 1925, incoraggiata dal soprano Dyna Beumer, iniziò a prendere lezioni di canto dal cantante Alberti de Gorostiaga a Parigi.
Fece il suo debutto nel 1928 a Mulhouse nell'opera Lakmé di Léo Delibes ed iniziò così la sua carriera di soprano di coloratura nei teatri della provincia francese.

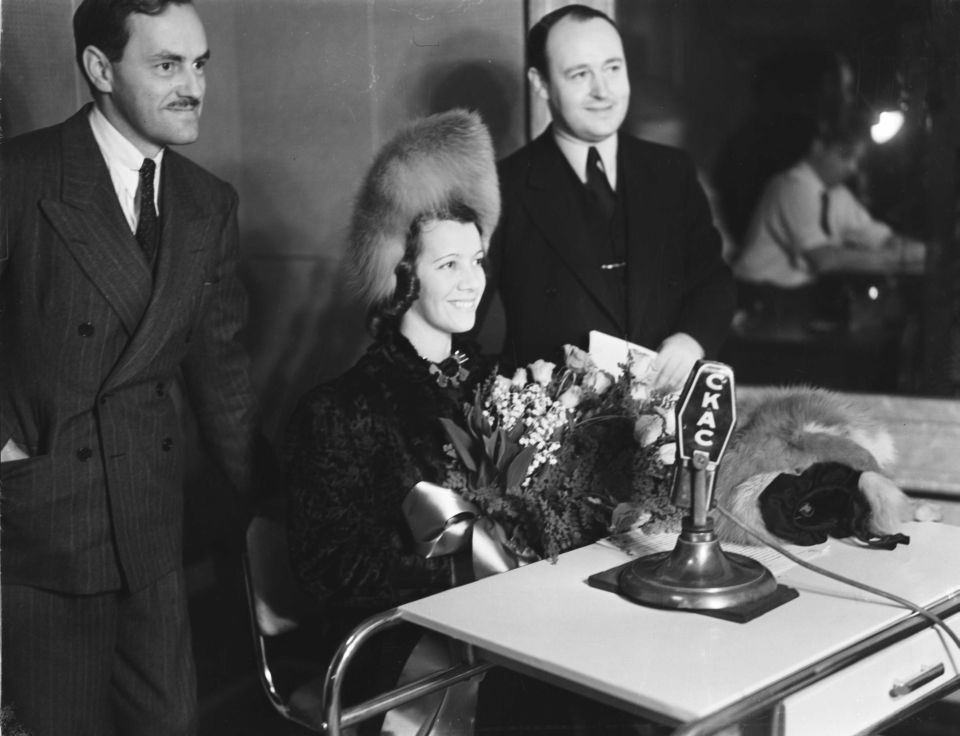
Lily Pons, CKAC, Montréal

Venne scoperta dall'impresario teatrale Giovanni Zenatello, che la portò a New York dove ebbe un'audizione con Giulio Gatti Casazza, direttore generale del Metropolitan Opera House. Il 3 gennaio 1931, la giovane cantante francese, sconosciuta negli Stati Uniti, fece il suo debutto al Met nel ruolo di Lucia nella Lucia di Lammermoor di Gaetano Donizetti con Beniamino Gigli, Giuseppe De Luca ed Ezio Pinza. Contro ogni previsione, visto che si trattava di una perfetta sconosciuta, ottenne un clamoroso successo. Ella divenne una primadonna in una sola notte e le venne fatto firmare un contratto con l'etichetta discografica RCA Victor Records.
Lily Pons fu il soprano principale al Met per trent'anni, cantando in 300 recite in dieci ruoli diversi dal 1931 al 1960. I suoi ruoli più frequenti furono quelli di Lucia (93 recite), Lakmé (50 recite), Gilda in Rigoletto di Giuseppe Verdi (49 recite) e Rosina ne Il barbiere di Siviglia (33 recite). Altri ruoli del suo repertorio furono Olympia in I racconti di Hoffmann di Offenbach, Philine in Mignon di Ambroise Thomas con Lucrezia Bori e Gigli nell'aprile 1931, Amina in La sonnambula di Bellini diretta da Tullio Serafin nel 1932, la protagonista nella Linda di Chamounix di Donizetti da lei cantata in prima per il Met il 1º marzo 1934 diretta da Serafin, la regina in Il gallo d'oro di Rimsky-Korsakov nel 1937 e Maria in La figlia del reggimento di Donizetti nel 1940. Nel 1956 cantò nel Lily Pons Gala.
Ella cantò anche come ospite all'Opéra Garnier a Parigi, al Covent Garden a Londra, La Monnaie/De Munt a Bruxelles, al Teatro Colon di Buenos Aires e all'Opera di Chicago.
Alla San Francisco Opera nel 1932 fu Lucia nella Lucia di Lammermoor e Gilda in Rigoletto, nel 1937 cantò in Lakmé, nel 1938 Queen of Shemakha in Il gallo d'oro, nel 1939 Rosina ne Il barbiere di Siviglia, nel 1941 Marie ne La figlia del reggimento e nel 1951 debuttò con il ruolo di Violetta Valéry ne La traviata diretta da Fausto Cleva.
Nel 1933 si esibì in concerto al Teatro Reale dell'Opera di Roma con De Luca e Pinza.
Nel 1935 fu Lucia nella ripresa nell'Opéra national de Paris di Lucia di Lammermoor e Rosina nella ripresa del Barbiere di Siviglia alla Royal Opera House, Covent Garden di Londra con De Luca e Pinza.
Nel 1936 nella Salle Garnier del Grand Théâtre de Monte Carlo fu Lucia nella ripresa di Lucia di Lammermoor e Gilda nella ripresa di Rigoletto con De Luca.
Nel 1946 fu Lakmé nella ripresa nel Théâtre national de l'Opéra-Comique di Parigi.
Nell'ultima sua apparizione al teatro Metropolitan, il 14 dicembre 1960, cantò la romanza Caro nome dal Rigoletto nel corso di una serata di gala in suo onore. Dopo il suo addio al Metropolitan, continuò a cantare nei concerti fino al 1972, anno in cui tenne per l'ultima volta un concerto alla Philharmonic Hall di New York il 31 maggio.

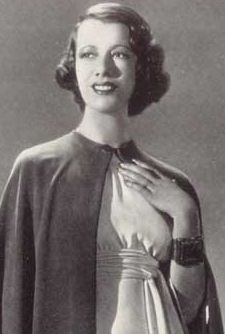
Lily Pons

Nella seconda metà degli anni trenta Lily Pons recitò anche in tre film, Notte di carnevale (1935), accanto a Henry Fonda, in cui cantò la celebre Air des clochettes del Lakmé, La ragazza di Parigi (1936) e Una donna in gabbia (1937) di Raoul Walsh. Dieci anni più tardi, nel 1947, apparve in Sinfonie eterne di Edgar G. Ulmer, la cui trama si svolge nell'ambito della celebre Carnegie Hall di New York, presentando numerosi intermezzi musicali di grandi artisti come Leopold Stokowski, Arthur Rubinstein e la stessa Pons.
Naturalizzata cittadina statunitense nel 1940, Lily Pons fu sposata dal 1938 al 1958 con il compositore e direttore d'orchestra Andrej Kostelanec. Durante la seconda guerra mondiale, ella tenne dei concerti per i soldati americani in Nordafrica e in Asia. La Francia, suo paese natale la insignì di due onorificenze, la Croce di Lorena e la Legion d'onore.
Lily Pons aveva una voce di non grande estensione, ma era dotata di una tecnica sopraffina e di estrema sicurezza nelle note del registro acuto. Con il suo portamento e la bella figura, sin dalla sua prima apparizione ammaliò il pubblico, abituato a soprano piuttosto in carne. Nina Morgana, un soprano del Met, disse che la Pons vocalizzò fino al La bemolle sopra il Re acuto (Lab6), senza alcun visibile sforzo, durante la prima audizione nel 1930.
Lily Pons morì di cancro al pancreas a Dallas in Texas, all'età di 77 anni. Le sue spoglie vennero traslate in Francia e tumulate nel Cimetière du Grand Jas a Cannes sulla Costa Azzurra.
Un piccolo villaggio nella Frederick County, Maryland, 10 miglia a sud di Frederick (Maryland) venne chiamato Lilypons in suo onore.
George Gershwin stava scrivendo un pezzo dedicato a Lily Pons quando egli morì. Il lavoro, rimasto incompleto, venne trovato fra le carte del compositore dopo la sua morte e venne completato da Michael Tilson Thomas, il quale lo intitolò semplicemente For Lily Pons.

## Discografia
Ha inciso nella sua lunga carriera un numero rilevante di dischi e fonotipie. Alcune incisioni sono stati ricavate poi dai broadcast del Metropolitan di New York, dove è stata spesso prima interprete.

### Opere complete
- Donizetti - La Figlia del Reggimento - Lily Pons, Raoul Jobin, Salvatore Baccaloni, Irra Petina - Direttore Gennaro Papi - Metropolitan Opera, live, 28 dicembre 1940 - Rimasterizzato da Naxos 2 CD 8.110018-9
- Donizetti - Lucia di Lammermoore - Lily Pons, Richard Tucker, Frank Guarrera, Thelma Votipka, Thomas Hayward, James McCracken - Fausto Cleva - Metropolitan Opera - Studio 1954 - Dischi LP 33 giri Columbia, rimasterizzato in 2 CD da Walhall/Archipel.
- Rossini - Il Barbiere di Siviglia - Bruno Landi (Almaviva), Lily Pons (Rosina), Ezio Pinza (Basilio), Pompilio Malatesta (Figaro) - Direttore Gennaro Papi - Metropolitan Opera, live 22-01-1938 - Inciso in dischi 33 giri da Unique Opera Records Corporation (UORC129).
- Rossini - Il Barbiere di Siviglia - Giuseppe Di Stefano (Almaviva), Lily Pons (Rosina), Giuseppe Valdengo (Figaro), Jerome Hines (Basilio), George Cehanovsky, Ludwig Burgstaller, Herta Glaz, Paul Franke - Direttore Alberto Erede - Metropolitan Opera, live 16-12-1950 - Inciso in dischi 33 giri da Unique Opera Records Corporation (UORC129). Inciso in dischi 33 giri dalla Cetra, per la serie Opera Live (LO3), e dalla OASI Records (OASI 602) USA. Rimasterizzazione in 2 CD dalla Omega, per la serie Opera Archive (nº272).
- Verdi - Rigoletto - Lawrence Tibbett, Lily Pons, Frederick Jagel - Direttore Ettore Panizza - Metropolitan Opera, live 28-12-1935 - Rimasterizzato da Naxos in 2 CD 8.110020-1

### Recital e raccolta di arie
- ML 4087 Columbia Records (Mono), Repeat Performance: Lily Pons with Orchestra conducted by Andre Kostelanetz, anno sconosciuto

## Filmografia
- Notte di carnevale (I Dream Too Much), regia di John Cromwell (1935)
- La ragazza di Parigi (That Girl from Paris), regia di Leigh Jason (1936)
- Una donna in gabbia (Hitting a New High), regia di Raoul Walsh (1937)
- Sinfonie eterne (Carnegie Hall), regia di Edgar G. Ulmer (1947)